# Дива Слатина
Дѝва Сла̀тина е село в Северозападна България, община Георги Дамяново, област Монтана.

## География
Село Дива Слатина се намира на около 30 km запад-югозападно от областния център град Монтана, около 15 km югозападно от общинския център село Георги Дамяново, около 11 km юг-югоизточно от град Чипровци и около 18 km запад-северозападно от град Берковица. На около 4 km югозападно от селото минава държавната граница с Република Сърбия. Село Дива Слатина е разположено в Западна Стара планина, между дяловете ѝ Чипровска планина и Берковска планина в долините на малките местни реки Мисленица от запад и Доленица от юг, събиращи се в селото под името на течащата на изток река Слатинска, ляв приток на Дългоделска Огоста. Надморската височина в центъра на селото при сградата на кметското наместничество е около 500 m. Климатът е умерено-континентален.
Общински път от Дива Слатина на изток прави връзка с третокласния републикански път III-1024, водещ на юг към село Дълги дел, а на север през селата Говежда и Меляне към Георги Дамяново, Гаврил Геново и след последното на изток по третокласния републикански път III-102 – към Монтана.
Землището на село Дива Слатина граничи със землищата на: село Копиловци на север; село Говежда на североизток; село Дълги дел на изток и югоизток. Землището на село Дива Слатина граничи на запад с Република Сърбия.
Етническият състав на населението на село Дива Слатина по численост и дял на етническите групи според преброяването през 2011 г. е:
| Етнически групи     | Численост | Дял (в %) |
| Общо                | 110       | 100       |
| Българи             | 109       | 99,09     |
| Турци               | 0         | 0         |
| Цигани              | 0         | 0         |
| Други               | ...       | ...       |
| Не се самоопределят | ...       | ...       |
| Не отговорили       | 0         | 0         |

Към 15 март 1924 г. в село Дива Слатина има регистрирани: 56 души по постоянен адрес; 82 души по настоящ адрес; 41 души по постоянен и настоящ адрес в същото населено място.
Числеността на населението на село Дива Слатина по данните от преброяванията от 1934 г. насам се променя както следва:
| \| Година на преброяване \| Численост \| \| --------------------- \| --------- \| \| 1934 \| 714 \| \| 1946 \| 752 \| \| 1956 \| 680 \| \| 1965 \| 535 \| \| 1975 \| 361 \| \| 1985 \| 232 \| \| 1992 \| 192 \| \| 2001 \| 171 \| \| 2011 \| 110 \| \| 2021 \| 76 \| |           |
| Година на преброяване | Численост |
| 1934 | 714       |
| 1946 | 752       |
| 1956 | 680       |
| 1965 | 535       |
| 1975 | 361       |
| 1985 | 232       |
| 1992 | 192       |
| 2001 | 171       |
| 2011 | 110       |
| 2021 | 76        |

## История
Селото – до 1878 г. в Османската империя, след края на Руско-турската война 1877 – 1878 г. е в Княжество България под името Дива Слатина.
Според албанския католически духовник Петър Мазреку, посетил района през 1621 г., първите заселници на Слатина са православни българи. По-късно те го изоставят, а в началото на XVII век софийският католически епископ Петър Солинат заселва в него 30 павликянски семейства (230 души), които вече са приели католическата вяра. По това време в селото отива да служи католически свещеник от Чипровци, но сведения от 1643 г. вече не говорят за католическа общност в селото.
Жители на селото вземат участие в Чипровското въстание от 1688 година.
През август 2021 г. е открита паметна плоча на 27 жители на селото, загинали във войните на България.
Училище в селото има от 1898 г., първоначално в частна къща, а по-късно в построена с труд и средства на населението едноетажна сграда с две големи учебни стаи, две по-малки и една учителска стая. През 1955 г. е завършена строената с държавна помощ двуетажна училищна сграда. Преход на училището от начално (1 – 4 клас) към основно (1 – 7/8 клас) не е осъществен поради намаляващите численост на населението и брой на децата. От 1964 – 1965 учебна година началното училище в Дива Слатина преминава като филиал към основното училище в село Говежда (което е закрито през 2008 г.).
Потребителна кооперация в село Дива Слатина се основава през януари 1941 г. под наименованието „Добруджа“. Първоначално тя развива търговия с потребителски стоки, а по-късно – и кредитна дейност; давани са заеми на населението за покупка на добитък и дребен селско-стопански инвентар. След 1944 г. кооперацията приема повече членове и образува горски отдел за преработка на дървен материал; построява собствена дъскорезница и започва търговия с дърва и дъски. През 1950 г. кооперацията открива пивница. След национализацията на индустрията 1947 г. и национализацията на горите горският отдел е разтурен и дъскорезницата е национализирана, за което дълги години се водят преписки, докато се изплати на кооперацията едва през 1960 г. По решение на членовете на кооперацията и указанията, дадени от ЦКС, тя се влива в кооперация „Съгласие“ село Говежда от 1 април 1953 г. Уедряването е наложено главно поради големите загуби, които търпи кооперацията, защото е малка и нерентабилна.

## Обществени институции
Изпълнителната власт в село Дива Слатина към 2025 г. се упражнява от кметски наместник.
В село Дива Слатина към 2025 г. има:
- читалище „23-ти Септември-1928 г.“;[16][17]
- православна църква (сграда), намираща се на около 200 m северозападно от центъра на селото;[18]
- пощенска станция.[19]

## Редовни събития
- Празник на Балкана – август, съботата след Богородица (Успение Богородично).